# Lasioglossum grossopedalum
Lasioglossum grossopedalum là một loài Hymenoptera trong họ Halictidae. Loài này được Walker mô tả khoa học năm 1986.